# Arditi (musikgrupp)
Arditi är ett svenskt band inom genrerna martial music/neoklassiskt som grundades 2001 av Henry Möller och Mårten Björkman.
Arditi har ett långvarigt samarbete med black metal-bandet Marduk (musikgrupp), där de medverkat som låtskrivare på albumen Plague Angel (2004), Rom 5:14 (2007) och Frontschwein (2015), samt släppt flera album på Marduks skivbolag Blooddawn Productions.

## Diskografi
| år   | Titel                       | Uppgifter                                          |
| ---- | --------------------------- | -------------------------------------------------- |
| 2002 | Unity of Blood              | Singlar                                            |
| 2002 | Unity of Blood              | EP                                                 |
| 2003 | Marching on to Victory      | LP                                                 |
| 2003 | Jedem das Seine             | EP                                                 |
| 2005 | United in Blood             | split                                              |
| 2005 | Promotape '05               | Demo                                               |
| 2005 | Spirit of Sacrifice         | LP                                                 |
| 2006 | Destiny of Iron             | EP                                                 |
| 2006 | Standards of Triumph        | LP                                                 |
| 2008 | Omne Ensis Impera           | LP - Equilibrium Music                             |
| 2011 | Leading the Iron Resistance | LP - Equilibrium Music                             |
| 2014 | Imposing Elitism            | LP - Temple of Death Productions/Equilibrium Music |
| 2014 | Pylons of the Adversary     | split - W.T.C. Productions                         |
| 2018 | Bloodtheism                 | LP - SkullLine                                     |
| 2020 | Insignia of the Sun         | LP - Blooddawn Productions                         |
| 2020 | Religion of the Blood       | Singel - SkullLine                                 |
| 2020 | Words Made of Stone         | EP                                                 |
| 2021 | Gloria Victis               | EP                                                 |
| 2023 | Emblem of Victory           | LP - Blooddawn Productions                         |